# Chloé Delaume
Chloé Delaume ist das Pseudonym der französischen Schriftstellerin und Essayistin Nathalie Dalain (geboren 10. März 1973 in Versailles).

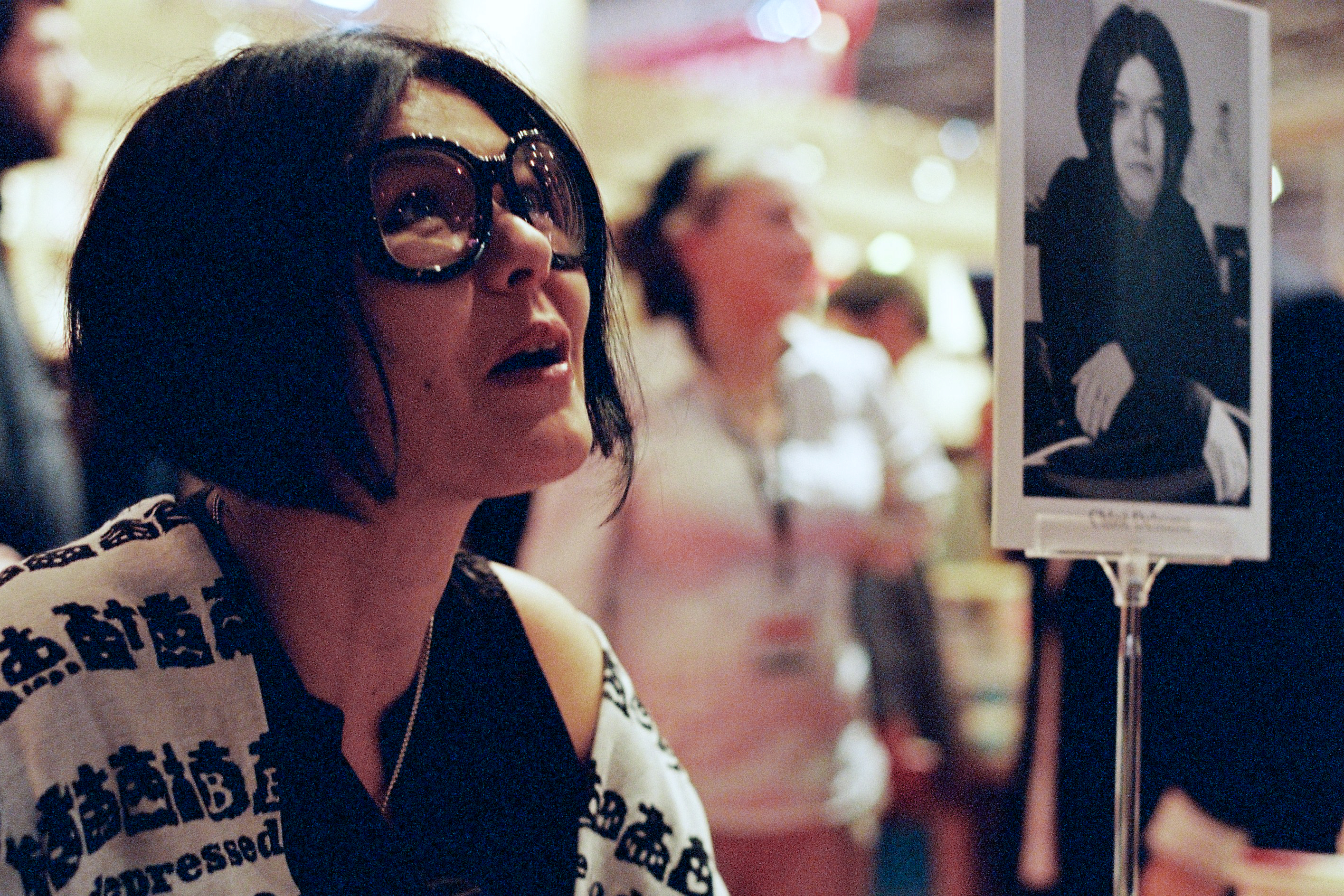
Chloé Delaume (2009)

## Leben
Nathalie Dalains Eltern starben 1983, und sie wuchs bei Verwandten in Beirut im Libanon auf. Dalain begann ein Lehramtsstudium an der Universität Paris-Nanterre, gab es aber auf. Sie war mit ihrem Mann Mehdi Belhaj Kacem Mitherausgeberin der kurzlebigen Zeitschrift Revue EvidenZ. Dalain schrieb Rezensionen für die Literaturzeitschrift Le matricule des anges. 2000 erschien unter ihrem Pseudonym Chloé Delaume ihr erster Roman. Der 2001 veröffentlichte Roman Le Cri du sablier erhielt den Prix Décembre. 2020 wurde sie für den Roman für Le cœur synthétique mit dem Prix Médicis ausgezeichnet.
Delaume war zweimal verheiratet und war eine Zeit mit Daniel Schneidermann liiert.

## Werke
- Les Mouflettes d'Atropos, Éditions Farrago, 2000
- Mes Week-ends sont pires que les vôtres, Éditions du Néant, 2001
- Le Cri du sablier, Éditions farrago/Léo Scheer, 2001
  - Der Schrei der Sanduhr. Übersetzung Christiane Seiler. München : Deutsche Verlags-Anstalt, 2004
- La Vanité des Somnambules, Éditions Farrago/Léo Scheer, 2003
- Monologue pour épluchures d'Atrides, Éditions du C.I.P.M., 2003
- Corpus Simsi, Éditions Léo Scheer, 2003
- Certainement pas, Éditions Verticales, 2004
- Les Juins ont tous la même peau, Éditions La Chasse au Snark, 2005
- J'habite dans la télévision, Éditions Verticales, 2006
- Neuf Leçons de littérature, 2007
- Chanson de geste & Opinions, Éditions Mac/Val, 2007
- La Dernière Fille avant la guerre, Éditions Naïve Sessions, 2007
- La Nuit je suis Buffy Summers, Éditions èe, 2007
- Transhumances, Éditions èe, 2007
- Dans ma maison sous terre, Seuil, 2008
- Eden matin midi et soir, Joca Seria, 2009
- Narcisse et ses aiguilles, L'une et l'autre, 2009
- Au commencement était l'adverbe, 2010
- La Règle du je, PUF, 2010
- Sillages, Cadex, 2010
- Le Deuil des deux syllabes, L'une et l'autre, 2011
- Une femme avec personne dedans, Seuil, 2012
- Perceptions, illustrations de François Alary, Joca Seria, 2012
- mit Daniel Schneidermann: Où le sang nous appelle, Seuil, 2013
- Les Sorcières de la République, Seuil, 2016
- Mes Bien Chères Sœurs, Seuil, 2019
- Le cœur synthétique, Seuil, 2020
  - Das synthetische Herz : Roman. Übersetzung Claudia Steinitz. München: Liebeskind, 2022, ISBN 978-3-95438-143-2